# Illuminati (canción)
«Illuminati» —en español: «Iluminados»— Es el sexto sencillo de la banda japonesa Malice Mizer lanzado el 20 de mayo de 1998. Las canciones de Illuminati y de N・p・s N・g・s son distintas a las versiones del álbum. La primera edición tiene carátula especial de metal. Illuminati fue la canción de los créditos finales del show de TV "Downtown DX"
Alcanzó el número 7 en el ranking del Oricon Style Singles Weekly Chart y se mantuvo durante ocho semanas en la lista.

## Lista de canciones
| (8cmCD) |                                    |        |        |          |  |
| N.º     | Título                             | Letras | Música | Duración |  |
| 1.      | «Illuminati (P-Type)»              | Gackt  | Közi   | 5:12     |  |
| 2.      | «N・p・s N・g・s (N-Type)»         | Gackt  | Mana   | 4:27     |  |
| 3.      | «Illuminati (P-Type Instrumental)» |        | Közi   | 5:12     |  |
| 14:51   |                                    |        |        |          |  |